# 별의 커비 울트라 슈퍼 디럭스
《별의 커비 울트라 슈퍼 디럭스》는, 닌텐도에서 발매한 닌텐도 DS용 액션 게임이다. 개발은 HAL연구소가 맡았다. 별의 커비 4번째 본편 시리즈로는 (외전을 포함하면 17번째) 작품이며, 1996년에 슈퍼 패미컴으로 발매된 《별의 커비 슈퍼 디럭스》의 리메이크 판이다.